# Coppa continentale di atletica leggera 2014
La Coppa continentale di atletica leggera 2014 (in inglese 2014 IAAF Continental Cup) è stata la seconda edizione della Coppa continentale di atletica leggera, competizione internazionale organizzata dalla IAAF. L'evento ha avuto luogo presso lo Stade de Marrakech di Marrakech (Marocco) dal 13 al 14 settembre 2014.

## Classifica
| Posizione | Squadra       | Posizioni singoli atleti | Posizioni singoli atleti | Posizioni singoli atleti | Posizioni singoli atleti | Posizioni singoli atleti | Posizioni singoli atleti | Posizioni singoli atleti | Posizioni singoli atleti | Punti |
| Posizione | Squadra       | 1º                       | 2º                       | 3º                       | 4º                       | 5º                       | 6º                       | 7º                       | 8º                       | Punti |
| --------- | ------------- | ------------------------ | ------------------------ | ------------------------ | ------------------------ | ------------------------ | ------------------------ | ------------------------ | ------------------------ | ----- |
| 1         | Europa        | 16                       | 14                       | 16                       | 8                        | 11                       | 5                        | 2                        | 3                        | 447,5 |
| 2         | Americhe      | 12                       | 15                       | 10                       | 6                        | 8                        | 5                        | 12                       | 7                        | 390   |
| 3         | Africa        | 11                       | 8                        | 5                        | 11                       | 7                        | 15                       | 13                       | 6                        | 339   |
| 4         | Asia-Pacifico | 1                        | 3                        | 9                        | 14                       | 10                       | 11                       | 9                        | 19                       | 257,5 |

## Risultati individuali

### Uomini
| Specialità | Oro                                                                          | Prestazione | Argento                                                                         | Prestazione | Bronzo                                                             | Prestazione |
| Corse piane |                                                                              |             |                                                                                 |             |                                                                    |             |
| 100 m | James Dasaolu Europa                                                         | 10"03       | Michael Rodgers Americhe                                                        | 10"04       | Femi Ogunode Asia-Pacifico                                         | 10"04       |
| 200 m | Alonso Edward Americhe                                                       | 19"98       | Rasheed Dwyer Americhe                                                          | 19"98       | Femi Ogunode Asia-Pacifico                                         | 20"17       |
| 400 m | LaShawn Merritt Americhe                                                     | 44"40       | Isaac Makwala Africa                                                            | 44"84       | Yousef Ahmed Masrahi Asia-Pacifico                                 | 45"03       |
| 800 m | Nijel Amos Africa                                                            | 1'44"88     | Mohammed Aman Africa                                                            | 1'45"34     | Adam Kszczot Europa                                                | 1'45"72     |
| 1 500 m | Ayanleh Souleiman Africa                                                     | 3'48"91     | Asbel Kiprop Africa                                                             | 3'49"10     | Mahiedine Mekhissi-Benabbad Europa                                 | 3'49"53     |
| 3 000 m | Caleb Mwangangi Ndiku Africa                                                 | 7'52"64     | Hayle İbrahimov Europa                                                          | 7'53"14     | Bernard Lagat Americhe                                             | 7'53"95     |
| 5 000 m | Isiah Kiplangat Koech Africa                                                 | 13'26"23    | Zane Robertson Asia-Pacifico                                                    | 13'29"35    | Nguse Amlosom Africa                                               | 13'31"79    |
| Corse a ostacoli |                                                                              |             |                                                                                 |             |                                                                    |             |
| 110 hs | Sergey Shubenkov Europa                                                      | 13"23       | Ronnie Ash Americhe                                                             | 13"25       | William Sharman Europa                                             | 13"25       |
| 400 hs | Cornel Fredericks Africa                                                     | 48"34       | Kariem Hussein Europa                                                           | 48"48       | Javier Culson Americhe                                             | 48"88       |
| 3 000 siepi | Jairus Kipchoge Birech Africa                                                | 8'13"18     | Evan Jager Americhe                                                             | 8'14"08     | Abubaker Ali Kamal Asia-Pacifico                                   | 8'17"27     |
| Salti |                                                                              |             |                                                                                 |             |                                                                    |             |
| Salto con l'asta | Renaud Lavillenie Europa                                                     | 5,80 m      | Xue Changrui Asia-Pacifico                                                      | 5,65 m      | Mark Hollis Americhe                                               | 5,55 m      |
| Salto in alto | Bohdan Bondarenko Europa                                                     | 2,37 m      | Ivan Ukhov Europa                                                               | 2,34 m      | Mutaz Essa Barshim Asia-Pacifico                                   | 2,34 m      |
| Salto in lungo | Ignisious Gaisah Europa                                                      | 8,11 m      | Will Claye Americhe                                                             | 7,98 m      | Zarck Visser Africa                                                | 7,96 m      |
| Salto triplo | Benjamin Compaoré Europa                                                     | 17,48 m     | Godfrey Khotso Mokoena Africa                                                   | 17,35 m     | Will Claye Americhe                                                | 17,21 m     |
| Lanci |                                                                              |             |                                                                                 |             |                                                                    |             |
| Getto del peso | David Storl Europa                                                           | 21,55 m     | O'Dayne Richards Americhe                                                       | 21,10 m     | Joe Kovacs Americhe                                                | 20,87 m     |
| Lancio del disco | Gerd Kanter Europa                                                           | 64,46 m     | Jorge Fernández Americhe                                                        | 62,97 m     | Jason Morgan Americhe                                              | 62,70 m     |
| Lancio del martello | Krisztián Pars Europa                                                        | 78,99 m     | Mostafa El Gamel Africa                                                         | 78,89 m     | Paweł Fajdek Europa                                                | 78,05 m     |
| Lancio del giavellotto | Ihab Abdelrahman El Sayed Africa                                             | 85,44 m     | Vítězslav Veselý Europa                                                         | 83,77 m     | Keshorn Walcott Americhe                                           | 83,52 m     |
| Staffette |                                                                              |             |                                                                                 |             |                                                                    |             |
| Staffetta 4×100 m | Americhe Kim Collins Michael Rodgers Nesta Carter Richard Thompson           | 37"97       | Europa James Ellington Harry Aikines-Aryeetey Richard Kilty Christophe Lemaitre | 38"62       | Africa Mark Jelks Monzavous Edwards Obinna Metu Ogho-Oghene Egwero | 39"10       |
| Staffetta 4×400 m | Africa Boniface Mucheru Tumuti Isaac Makwala Saviour Kombe Wayde van Niekerk | 3'00"02     | Europa Conrad Williams Jakub Krzewina Donald Sanford Martyn Rooney              | 3'00"10     | Americhe Javier Culson Chris Brown Kim Collins LaShawn Merritt     | 3'02"78     |
| record mondiale; record mondiale stagionale; record africano; record asiatico; record europeo; record nord-centroamericano e caraibico; record sudamericano; record oceaniano; record dei campionati; record nazionale; record personale; record personale stagionale. |                                                                              |             |                                                                                 |             |                                                                    |             |

### Donne
| Specialità | Oro                                                                                          | Prestazione | Argento                                                            | Prestazione | Bronzo                                                                    | Prestazione |
| Corse piane |                                                                                              |             |                                                                    |             |                                                                           |             |
| 100 m | Veronica Campbell-Brown Americhe                                                             | 11"08       | Michelle-Lee Ahye Americhe                                         | 11"25       | Dafne Schippers Europa                                                    | 11"26       |
| 200 m | Dafne Schippers Europa                                                                       | 22"28       | Joanna Atkins Americhe                                             | 22"53       | Myriam Soumaré Europa                                                     | 22"58       |
| 400 m | Francena McCorory Americhe                                                                   | 49"94       | Novlene Williams-Mills Americhe                                    | 50"08       | Libania Grenot Europa                                                     | 50"60       |
| 800 m | Eunice Jepkoech Sum Africa                                                                   | 1'58"21     | Ajee' Wilson Americhe                                              | 2'00"07     | Maryna Arzamasava Europa                                                  | 2'00"31     |
| 1 500 m | Sifan Hassan Europa                                                                          | 4'05"99     | Shannon Rowbury Americhe                                           | 4'07"21     | Dawit Seyaum Africa                                                       | 4'07"61     |
| 3 000 m | Genzebe Dibaba Africa                                                                        | 8'57"53     | Meraf Bahta Europa                                                 | 8'58"48     | Susan Kuijken Europa                                                      | 9'01"41     |
| 5 000 m | Almaz Ayana Africa                                                                           | 15'33"32    | Joyce Chepkirui Africa                                             | 15'58"31    | Joanne Pavey Americhe                                                     | 15'58"67    |
| Corse a ostacoli |                                                                                              |             |                                                                    |             |                                                                           |             |
| 100 hs | Dawn Harper Nelson Americhe                                                                  | 12"47       | Tiffany Porter Europa                                              | 12"51       | Cindy Roleder Europa                                                      | 13"02       |
| 400 hs | Kaliese Spencer Americhe                                                                     | 53"81       | Eilidh Child Europa                                                | 54"42       | Adekoya Oluwakemi Asia-Pacifico                                           | 54"70       |
| 3 000 siepi | Emma Coburn Americhe                                                                         | 9'50"67     | Hiwot Ayalew Africa                                                | 9'51"59     | Ruth Jebet Asia-Pacifico                                                  | 9'55"24     |
| Salti |                                                                                              |             |                                                                    |             |                                                                           |             |
| Salto con l'asta | Ling Li Asia-Pacifico                                                                        | 4,55 m      | Angelina Zhuk-Krasnova Europa                                      | 4,45 m      | Lisa Ryzih Europa                                                         | 4,30 m      |
| Salto in alto | Mariya Kuchina Europa                                                                        | 1,99 m      | Chaunté Lowe Americhe                                              | 1,97 m      | Ana Šimić Europa                                                          | 1,95 m      |
| Salto in lungo | Éloyse Lesueur Europa                                                                        | 6,66 m      | Ivana Španović Europa                                              | 6,56 m      | Tianna Bartoletta Americhe                                                | 6,45 m      |
| Salto triplo | Caterine Ibargüen Americhe                                                                   | 14,52 m     | Ekaterina Koneva Europa                                            | 14,27 m     | Olha Saladuha Europa                                                      | 14,26 m     |
| Lanci |                                                                                              |             |                                                                    |             |                                                                           |             |
| Getto del peso | Christina Schwanitz Europa                                                                   | 20,02 m     | Michelle Carter Americhe                                           | 19,84 m     | Gong Lijiao Asia-Pacifico                                                 | 19,23 m     |
| Lancio del disco | Gia Lewis-Smallwood Americhe                                                                 | 64,55 m     | Dani Samuels Asia-Pacifico                                         | 64,39 m     | Sandra Perković Europa                                                    | 62,08 m     |
| Lancio del martello | Anita Włodarczyk Europa                                                                      | 75,21 m     | Amanda Bingson Americhe                                            | 72,38 m     | Martina Hrašnová Europa                                                   | 70,47 m     |
| Lancio del giavellotto | Barbora Špotáková Europa                                                                     | 65,52 m     | Sunette Viljoen Africa                                             | 63,76 m     | Elizabeth Gleadle Americhe                                                | 61,38 m     |
| Staffette |                                                                                              |             |                                                                    |             |                                                                           |             |
| Staffetta 4×100 m | Americhe Tianna Bartoletta Michelle-Lee Ahye Samantha Henry-Robinson Veronica Campbell-Brown | 42"44       | Europa Asha Philip Ashleigh Nelson Anyika Onuora Desiree Henry     | 42"98       | Asia-Pacifico Yuki Miyazawa Mizuki Nakamura Tomoka Tsuchihashi Yuki Jimbo | 45"40       |
| Staffetta 4×400 m | Americhe Christine Day Francena McCorory Stephenie Ann McPherson Novlene Williams-Mills      | 3'20"93     | Europa Indira Terrero Małgorzata Hołub Olha Zemlyak Libania Grenot | 3'24"12     | Africa Patience Okon George Folasade Abugan Ada Benjamin Kabange Mupopo   | 3'25"51     |
| record mondiale; record mondiale stagionale; record africano; record asiatico; record europeo; record nord-centroamericano e caraibico; record sudamericano; record oceaniano; record dei campionati; record nazionale; record personale; record personale stagionale. |                                                                                              |             |                                                                    |             |                                                                           |             |

## Tabella punteggi
Nella seguente tabella vengono riportati i punteggi ottenuti da tutti gli atleti che hanno preso parte alla Coppa continentale (due atleti per ogni continente in ciascuna gara, con l'eccezione delle staffette, dove hanno gareggiato le quattro squadre continentali).
| Gara                   | Gara | Africa | Africa | Americhe | Americhe | Asia-Pacifico | Asia-Pacifico | Europa | Europa |
| ---------------------- | ---- | ------ | ------ | -------- | -------- | ------------- | ------------- | ------ | ------ |
| 100 metri piani        | U    | 5      | 2      | 7        | 1        | 6             | 3             | 8      | 4      |
| 100 metri piani        | D    | 5      | 3      | 8        | 7        | 2             | 1             | 6      | 4      |
| 200 metri piani        | U    | 3      | 2      | 8        | 7        | 6             | 1             | 5      | 4      |
| 200 metri piani        | D    | 4      | 2      | 7        | 5        | 3             | 1             | 8      | 6      |
| 400 metri piani        | U    | 7      | 5      | 8        | 4        | 6             | 1             | 3      | 2      |
| 400 metri piani        | D    | 5      | 3      | 8        | 7        | 2             | 1             | 6      | 4      |
| 800 metri piani        | U    | 8      | 7      | 3        | 1        | 4             | 2             | 6      | 5      |
| 800 metri piani        | D    | 8      | 5      | 7        | 3        | 2             | 1             | 6      | 4      |
| 1500 metri piani       | U    | 8      | 7      | 2        | 1        | 4             | 3             | 6      | 5      |
| 1500 metri piani       | D    | 6      | 5      | 7        | 2        | 3             | 1             | 8      | 4      |
| 3000 metri piani       | U    | 8      | 3      | 6        | 1        | 5             | 4             | 7      | 2      |
| 3000 metri piani       | D    | 8      | 5      | 3        | 2        | 4             | 1             | 7      | 6      |
| 5000 metri piani       | U    | 8      | 6      | 2        | 0        | 7             | 5             | 4      | 3      |
| 5000 metri piani       | D    | 8      | 7      | 3        | 1        | 5             | 2             | 6      | 4      |
| 110/100 metri ostacoli | U    | 4      | 1      | 7        | 2        | 5             | 3             | 8      | 6      |
| 110/100 metri ostacoli | D    | 4      | 2      | 8        | 5        | 3             | 1             | 7      | 6      |
| 400 metri ostacoli     | U    | 8      | 4      | 6        | 2        | 3             | 1             | 7      | 5      |
| 400 metri ostacoli     | D    | 4      | 3      | 8        | 2        | 6             | 1             | 7      | 5      |
| 3000 metri siepi       | U    | 8      | 5      | 7        | 2        | 6             | 4             | 3      | 1      |
| 3000 metri siepi       | D    | 7      | 3      | 8        | 2        | 6             | 1             | 5      | 4      |
| Staffetta 4×100 metri  | U    | 7      | 7      | 15       | 15       | 3             | 3             | 11     | 11     |
| Staffetta 4×100 metri  | D    | 0      | 0      | 15       | 15       | 7             | 7             | 11     | 11     |
| Staffetta 4×400 metri  | U    | 15     | 15     | 7        | 7        | 3             | 3             | 11     | 11     |
| Staffetta 4×400 metri  | D    | 7      | 7      | 15       | 15       | 3             | 3             | 11     | 11     |
| Punti corse            | U    | 131    | 131    | 99       | 99       | 85            | 85            | 116    | 116    |
| Punti corse            | D    | 104    | 104    | 133      | 133      | 57            | 57            | 136    | 136    |
| Salto con l'asta       | U    | 3      | 1      | 6        | 5        | 7             | 2             | 8      | 4      |
| Salto con l'asta       | D    | 3      | 2      | 4        | 0        | 8             | 5,5           | 7      | 5,5    |
| Salto in alto          | U    | 2      | 1      | 5        | 4        | 6             | 3             | 8      | 7      |
| Salto in alto          | D    | 3      | 1      | 7        | 4        | 5             | 2             | 8      | 6      |
| Salto in lungo         | U    | 6      | 3      | 7        | 2        | 5             | 4             | 8      | 1      |
| Salto in lungo         | D    | 4      | 3      | 6        | 5        | 2             | 1             | 8      | 7      |
| Salto triplo           | U    | 7      | 5      | 6        | 2        | 4             | 1             | 8      | 3      |
| Salto triplo           | D    | 3      | 2      | 8        | 5        | 4             | 1             | 7      | 6      |
| Getto del peso         | U    | 3      | 2      | 7        | 6        | 5             | 1             | 8      | 4      |
| Getto del peso         | D    | 3      | 2      | 7        | 4        | 6             | 0             | 8      | 5      |
| Lancio del disco       | U    | 5      | 2      | 7        | 6        | 4             | 1             | 8      | 3      |
| Lancio del disco       | D    | 2      | 1      | 8        | 4        | 7             | 3             | 6      | 5      |
| Lancio del martello    | U    | 7      | 2      | 3        | 1        | 5             | 4             | 8      | 6      |
| Lancio del martello    | D    | 3      | 2      | 7        | 4        | 5             | 1             | 8      | 6      |
| Lancio del giavellotto | U    | 8      | 5      | 6        | 4        | 3             | 2             | 7      | 1      |
| Lancio del giavellotto | D    | 7      | 1      | 6        | 2        | 5             | 3             | 8      | 4      |
| Punti concorsi         | U    | 62     | 62     | 77       | 77       | 57            | 57            | 92     | 92     |
| Punti concorsi         | D    | 42     | 42     | 81       | 81       | 58,5          | 58,5          | 104,5  | 104,5  |
| Punti totali           | U    | 193    | 193    | 176      | 176      | 142           | 142           | 208    | 208    |
| Punti totali           | D    | 146    | 146    | 214      | 214      | 115,5         | 115,5         | 239,5  | 239,5  |
| Gara                   | Gara | Africa | Africa | Americhe | Americhe | Asia-Pacifico | Asia-Pacifico | Europa | Europa |
| Gara                   | Gara | 339    | 339    | 390      | 390      | 257,5         | 257,5         | 447,5  | 447,5  |